# Дмитрієвка (Кемеровський округ)
Дмитрієвка (рос. Дмитриевка) — присілок у складі Кемеровського округу Кемеровської області, Росія.

## Населення
Населення — 34 особи (2010; 27 у 2002).
Національний склад (станом на 2002 рік):
- росіяни — 96 %